# Unitats de mesura romanes
Els romans pesaven, comptaven i mesuraven en lliures (pes = lliura), asos (tot = as), peus (distància = peu), tots dividits en dotze unitats (un as = dotze unciae). El sistema decimal havia prevalgut sobre el duodecimal, que no va desaparèixer del tot. Sens dubte els romans van optar pel sistema decimal (fins i tot vigent avui) pels dits de les dues mans (un u és un dit, el cinc la mà oberta i el deu les dues mans creuades, I-V-X). L'ús del sistema duodecimal pot tenir el seu origen als dotze cicles lunars.
Una àmfora estàndard, l'amphora capitolina, es guardava en el Temple de Júpiter Capitolí a la muntanya Capitolina de Roma, de manera que servís de patró. El sistema romà de mesures va ser elaboat a partir del grec amb influències egípcies. Molt d'ell es basava en el pes. Les unitats romanes eren precises i estaven ben documentades. Les distàncies eren mesurades i gravades sistemàticament en pedra per agents governamentals.
Una moneda abundant i bastant estàndard i estable, almenys fins a prop del 200 dC, va fer molt per facilitar el comerç (Egipte va tenir la seva pròpia moneda en aquest període i algunes ciutats provincials també van emetre les seves pròpies monedes).

## Mesures de superfície
Mesura de superfície era l'actus o acta geodèsica (equivalent al treball de mig dia) i el jugerum (de jugum = jou, que equivalia al treball d'un dia complet). Un actus era equivalent a 120 peus quadrats. Encara que teòricament mesures de superfície eren més aviat mesures de treball.
| Unitat romana                                                                                     | Nom català  | Igual a         | Equivalent mètric | Equivalent imperial     | Descripció                      |
| ------------------------------------------------------------------------------------------------- | ----------- | --------------- | ----------------- | ----------------------- | ------------------------------- |
| pes quadratus                                                                                     | peu quadrat | 1 pes qu.       | 0.0876 m2         | 0.943 sq ft             |                                 |
| scrupulum o decempeda quadrata                                                                    |             | 100 pedes qu.   | 8.76 m2           | 94.3 sq ft              | un quadrat de 10 peus de costat |
| actus simplex                                                                                     |             | 480 pedes qu.   | 42.1 m2           | 453 sq ft               | 4 × 120 pedes                   |
| uncia                                                                                             |             | 2400 pedes qu.  | 210 m2            | 2260 sq ft              |                                 |
| clima                                                                                             |             | 3600 pedes qu.  | 315 m2            | 3390 sq ft              | 60 × 60 pedes                   |
| actus quadratus o acnua                                                                           |             | 14400 pedes qu. | 1262 m2           | 13600 sq ft             | Anomenat arpennis a Gàl·lia     |
| jugerum                                                                                           |             | 28800 pedes qu. | 2523 m2           | 27200 sq ft 0.623 acres |                                 |
| heredium                                                                                          |             | 2 jugera        | 5047 m2           | 54300 sq ft 1.248 acres |                                 |
| centuria                                                                                          |             | 200 jugera      | 50.5 ha           | 125 acres               | antigament 100 jugera           |
| saltus                                                                                            |             | 800 jugera      | 201.9 ha          | 499 acres               |                                 |
| Mesures basades en Smith (1851). Equivalències mètriques aproximades, considerant 1 pes = 296 mm. |             |                 |                   |                         |                                 |

## Mesures de longitud
La mesura de longitud era el peu dividit en dotze parts. Més tard per influència grega, es van canviar la unitats (persistint solament les de superfície) i el peu romà que era 24/ 25 parts del grec, va ser igualat a aquest. El peu va seguir dividit en dotze parts, però també es va introduir la divisió en quatre parts (palmus), i en setze polzades (digitus).

## Pes
La mesura de pes era la lliura dividida en dotze parts. Els pesos es van posar també en concordança amb els grecs i quatre lliures romanes van passar a valer tres mines àtiques.

## Mesures de volum

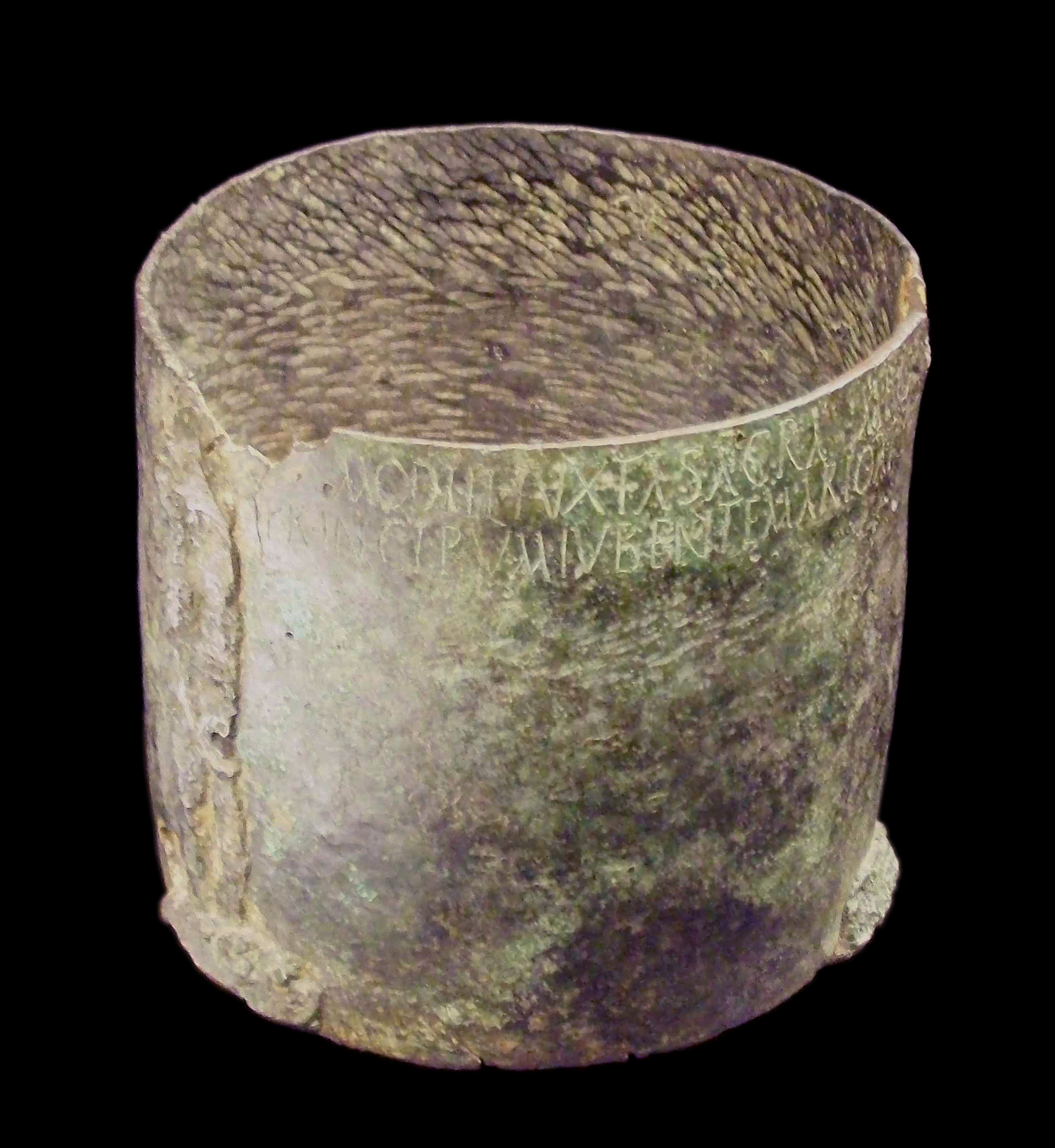
Modius de bronze del trobat a O Pino (Galícia)

Les mesures dels cossos bàsicament líquids i també en alguns casos sòlids, eren:
- Modius (1 modius = 8, 754 litres).
- Semodius (0, 5 modius o 4, 377 litres).
- Congius (3 congius = 1 modius).
- Sextarius (16 sextarius = 1 modius o 1 sextarius = 0, 547 litres).
- Hemina (igual a mig sextarius, és a dir 32 hemina = 1 modius; o 1 hemina = 0, 274 litres).
- Quartarius (64 quartarii = 1 modius; o 1 quartarii = 0, 137 litres)
- Acetabalum (un quart d'hemina és a dir 128 acetabalum = 1 modius  o 1 acetabalum = 0, 068 litres).
- Cyathus (192 cyathus = 1 modius).

## Unitat de compte
La unitat bàsica de compte era l'as dividit en dotze unces.

## Monedes

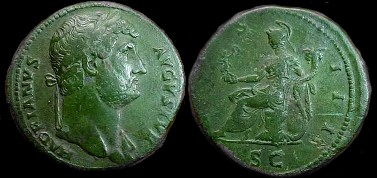
Un sesterci d'Hadrià

La moneda de Roma inicialment va ser la moneda de coure, anomenada lliura de coure. Una de les unitats monetàries romanes era l'as (1 as = 1,88 lliures), del qual Mommsen fixa el valor, el 1855, en 0,252 pessetes (3.020 asos = 216 tàlers = 762,09 pessetes).
Després d'anys de confusió, August va reformar el sistema monetari, de manera que en or es va emetre l'auri i en argent el denari, en oricalc el sesterci i el dupondi, i en coure l'as, el semis i el quadrant. El sistema va mantenir-se fins al segle iii, reduint-se el pes i qualitat dels metalls de les monedes, fins a eliminar-se semis i quadrants, i en temps de Caracal·la es va introduir l'antoninià, de valor dos denaris. Dioclecià va introduir una nova moneda en argent, l'argenteus i en bonze argentífer, el nummus.
Les monedes (desaparegudes progressivament la lliura de coure i a l'as de bronze, limitades a les fraccions) eren el denari (d'argent) i el sesterci (d'argent i també en bronze). Un denari era equivalent a deu asos i a quatre sestercis. Un sesterci era equivalent a 2,5 asos i 0,25 denaris. La moneda efectiva era la d'argent amb una proporció de 0,84 de lliura, després modificada per alguns emperadors que van encunyar monedes amb un baix aliatge d'argent. Per als comptes fraccionaris existia la lliura d'argent que es descomponia en:
- L'as greu (d'unes deu unces).
- El semis (mig as).
- El Triens (un terç d'as o quatre unces).
- El quadrans (un quart d'as o tres unces).

Havien desaparegut de la circulació el sextans (un sisè d'as o dues unces) i l'unça.
Cèsar va establir el marc legal dels metalls admesos a la circulació, segons una relació determinada: l'or, avaluat i rebut al pes; i la plata, apreciada segons el seu any.
L'or tenia curs forçós en tot l'Imperi (Cèsar ho va imposar). El denari circulava en diverses províncies. Va fer encunyar una nova moneda d'or (l'aureus) de valor igual a vint-i-cinc denaris o cent sestercis d'argent. La moneda d'argent tenia curs legal i predominant en tot l'imperi. Les monedes de coure i bronze van persistir durant algun temps.